# Кушчу
Кушчу (азерб. Quşçu), или Кушчинский — посёлок городского типа в Дашкесанском районе Азербайджана. Посёлок расположен в 2 км от железнодорожной станции Кущинский Мост (на линии Гянджа — Кущинский Мост).
Статус посёлка городского типа с 1963 года.

## Население
| 1970 | 1979 | 1989 | 2011 |
| ---- | ---- | ---- | ---- |
| 365  | 878  | 329  | 400  |